# أساكا (آيت أوبيال)
أساكا هو دُوَّار يقع بجماعة أسايس، إقليم تارودانت، جهة سوس ماسة في المملكة المغربية. ينتمي الدوّار لمشيخة آيت أوبيال التي تضم 11 دوار. يقدر عدد سكانه بـ 470 نسمة حسب الإحصاء الرسمي للسكان والسكنى لسنة 2004.

## روابط خارجية
- البوابة الوطنية للجماعات الترابية
- المندوبية السامية للتخطيط